# 紅狗背包客
《紅狗背包客》是一部2011年澳大利亞喜劇奇幻片，由Kriv Stenders導演，Nelson Woss和Julie Ryan監製。劇情改編自以真實故事寫成的小說「紅狗」。2011年紅狗背包客獲得《Inside 電影獎》九項提名，贏得包括《最有特色電影》等七座獎項。

## 劇情
1979年的某一晚，貨車司機湯瑪士（盧克·福特）來到西澳大利亞州的丹皮爾。在進入小鎮裡的酒吧後，他看到一群人影，其中一個人握著一支槍。他以為自己目睹了一場謀殺案而衝進另一個房間，在那裡他看到一個人正試著將一個看起來生了病的狗（Koko）放到地上。在湯瑪士的面前，這群人無法替這隻狗安樂死，因而回到了酒吧的吧台。
一名叫傑克．柯林斯的小鎮名人告訴他說這隻狗的名字叫做紅狗（Red Dog）並開始敘述起牠的傳奇故事。初到丹皮爾，這隻狗與許多哈默斯利鋼鐵廠的礦工結交成為朋友，這些人主要的工作是開採鐵礦石。每一位礦工都向湯瑪士訴說他們與紅狗的故事，在這個階段，紅狗沒有主人，牠是屬於工廠裡每一個人的。
接著其中一個人說，有一個叫約翰．葛蘭的美國人（喬許魯卡斯飾）後來成為了紅狗的主人。約翰是一個公車司機，負責開往哈默斯利鋼鐵廠的路線，後來他也跟工廠裡的秘書萳茜（瑞秋泰勒飾）開始一段浪漫史。在丹皮爾生活兩年後，他向萳茜求婚。在求婚那一晚，約翰囑咐紅狗，要牠在萳茜的車屋回來之前都要待在家裡。
隔天一早，約翰騎著機車從萳茜的車屋返途時，在路上發生了意外。約翰的意外打擊了小鎮中的每個人，當中也包括萳茜，而他們因而忘了紅狗的存在。在葬禮的三天後，他們發現紅狗仍然待在約翰要他待著的位子。三週後，紅狗決定啟程去尋找約翰，牠以哈默斯利鋼鐵廠開始為第一個地點，接著是酒吧及其他約翰可能會去的地方，直到所有丹皮爾的地方都找過了。牠接著開始橫越包括從柏斯到達爾文的皮爾布拉地區（位於澳洲西北部）。甚至還有傳言說紅狗也搭上往日本的船，只為了找尋約翰。最後，牠感到一陣悲哀，因此牠決定回到丹皮爾。一到丹皮爾，牠便來到萳茜住的車屋公園，萳茜見到牠也喜心若狂。然而，車屋公園的管理員，禁止公園裡有任何狗的存在，甚至向萳茜威脅要拿槍射紅狗。萳茜和約翰在哈默斯利的朋友們開始在丹皮爾社區為紅狗尋求支持，在有幾名礦工參與的「文明的對談」後，公園管理員和他的妻子離開了，但留了他們的貓，紅貓（Red Cat）。一場紅狗與紅貓之間的大戰隨之而來，而最後，牠們化解了存在於牠們之間的差異性（狗與貓）而成為朋友。
時間回到現在，礦工喬可（洛汗尼可）將大家聚集在一起並問，為什麼他們要一個「人」的雕像（威廉．丹皮爾）坐落在他們的小鎮，只因為他是第一個發現這個小鎮的人並評價這個地方「有很多蒼蠅」呢？並且建議大家應該將雕像換成一個能代表小鎮的人物–紅狗。在之後的慶祝之後，在沒有任何人注意到的情況下，紅狗爬了起來並走出酒吧。發現到紅狗離開後，小鎮的每個人開始動身尋找牠，最後發現牠躺在約翰的墳前安息了。
一年後，湯瑪士帶了一隻新的小狗，一隻新的「紅狗」。而小鎮也為紅狗的雕像揭幕，這個雕像至今仍杵立在這個小鎮當中。

## 演員
- Koko（英语：Koko (dog)）飾演紅狗
- 喬許·盧卡斯飾演約翰·葛蘭
- 瑞秋·泰勒飾演萳茜·葛蕾
- 約翰·巴克萊（英语：John Batchelor (actor)）飾演皮托
- 諾亞·泰勒飾演傑克·柯林斯
- 姬莎·卡索-休斯飾演蘿莎
- 羅恩·卡門（英语：Loene Carmen）飾演毛倫·柯林斯
- 盧克·福特飾演湯姆斯
- 洛汗·尼可（英语：Rohan Nichol）飾演喬可
- 蒂芬妮·琳德飾演派特絲
- 科斯塔·羅寧飾演查姆巴斯奇
- 尼爾·皮格特（英语：Neil Pigot）飾演瑞克
- 艾蒙·法倫飾演戴夫
- 亞瑟·安琪兒飾演法諾

### 客串
- 比爾·韓特（英语：Bill Hunter (actor)）

## 原著
這隻橫越西澳大利亞皮爾布拉地區的知名紅狗（Red Dog）是澳洲牧羊犬與黃牛狗的混種狗。而紅狗最常往返停留的城鎮，丹皮爾，豎立著一座以牠的傳奇所刻立的雕像。

紅狗被認為是在1971年出生在帕拉卜杜（Paraburdoo），聽過紅狗的人說牠有過很多不同的名字，包括布雷（Bluey）、哈哈（Tally Ho）以及西北方之犬。

1979年，在紅狗過世後不久，澳洲作家萳茜．吉萊絲皮（Nancy Gillespie）在皮爾布拉地區的幾位人士的幫助下，如富康達克特（Beverly Duckett）為紅狗下了註語「皮爾布拉流浪者」，寫下了有關紅狗的傳奇軼聞與詩歌。

紅狗以及牠的雕像吸引了許多人的注意，因而特別到丹皮爾一遊，其中包括英國作家路易．德貝爾尼耶（Louis de Bernières），他因此寫下了一本以紅狗為靈感的書《紅狗》。此外，也有一間四輪驅動車俱樂部以紅狗的事蹟命為店名。

## 影展
紅狗背包客一片曾參與了不少的影展，包括：
- 2011年柏林國際影展（Berlin International Film Festival 2011）
- 2011年哈特蘭德影展（Heartland Film Festival 2011）
- 2011年以色列影展（Israeli Film Festival 2011）
- 2011年謝菲爾德青年人影展（Sheffield Showcomotion Young People's Film Festival 2011）
- 2011年墨爾本國際影展（Melbourne International Film Festival 2011）
- 2011年因弗內斯影展（Inverness Film Festival 2011）
- 2011年釜山影展（Busan Film Festival 2011）
- 2011年夏威夷影展（Hawaii Film Festival 2011）
- 2011年塔林黑夜影展（Tallinn Black Nights Film Festival 2011）
- 2012年聖巴巴拉影展（Santa Barbara Film Festival 2012）
- 2012年北京國際影展（Beijing International Film Festival 2012）
- 2012年波多黎各影展（Rincon Puerto Rico Film Festival 2012）
- 2012戛納影迷展（Cannes Cinephiles 2012）

## 音樂
2012年3月宣布了一項消息，那就是紅狗背包客的故事可能會被製作成音樂舞台劇。而這齣音樂舞台劇由澳洲劇院製作人約翰．弗斯特及《紅狗背包客》製作人尼爾森．伍斯進行規劃。

## 外部連結
- 互联网电影数据库（IMDb）上《Red Dog》的资料（英文）
- Red Dog at Rotten Tomatoes （页面存档备份，存于）